# Acte de naissance
Un acte de naissance est un document juridique authentique attestant de la naissance d'une personnalité juridique.
Une copie de cet acte est souvent nécessaire lors de certaines démarches administratives, telles que le mariage civil ou l'établissement du passeport. Un acte de naissance protège du mariage forcé et de la traite. Il donne droit à l'éducation et à la sécurité sociale.
L'acte de naissance est également lié aux bulletins de naissance et certificats de naissance ainsi qu'aux copies intégrales ou partielles (extraits) de l'acte authentique.

## En France

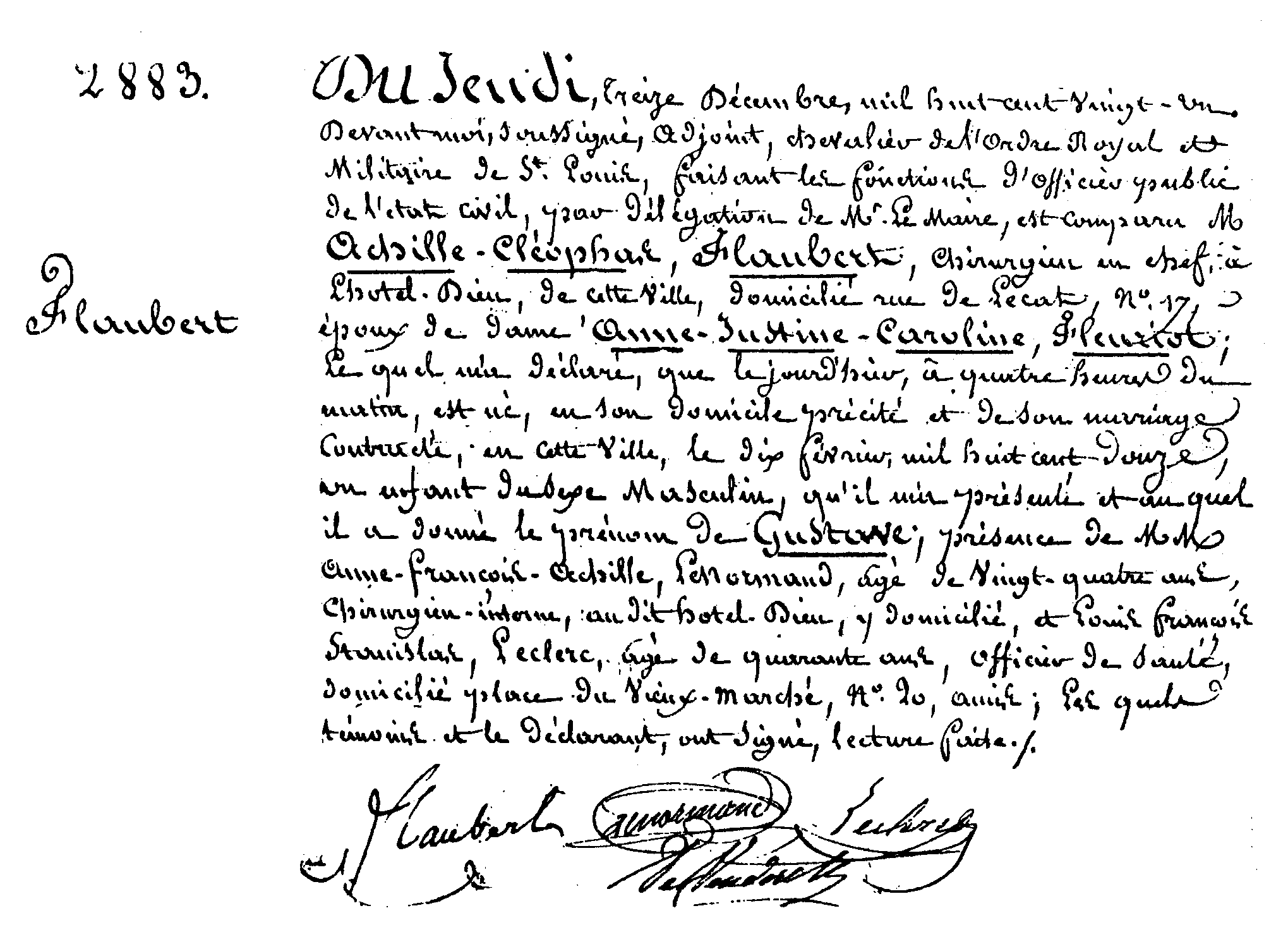
Acte de naissance de Gustave Flaubert en 1821.

Un acte de naissance est, en France, un acte juridique de l'état civil. C'est un acte authentique, signé par un officier d'état civil. Il comporte des mentions obligatoires énumérées aux articles 34, 38, 39 et 57 du Code civil.
Tous les Français sont tenus d'enregistrer la naissance de leur enfant auprès de la mairie ou du poste consulaire ayant compétence dans le lieu où la naissance est survenue. Un étranger devenant français reçoit un acte français. Une personne ni résidente légale en France, ni française, ne peut recevoir cet acte.
Au singulier, le terme renvoie au document officiel établi par l'officier d'état civil sur un registre prévu à cet effet à la suite d'une déclaration de naissance.
Au pluriel, en droit civil, les actes de naissances s'entendent d'une catégorie d'actes d'état civil, comprenant l'acte de naissance, les jugements portant changements de nom ou de prénoms, ainsi que l'acte de reconnaissance d'un enfant.

### Quels sont les types d’actes de naissance en France?
Il existe quatre types d'actes de naissance en France:
1. L'acte de naissance intégral[2]: il s'agit du document le plus complet contenant toutes les informations relatives à la naissance telles que le nom, le prénom, la date et le lieu de naissance, le sexe, le nom des parents, la profession des parents, etc.
2. Extrait de filiation: cet extrait de l'acte de naissance contient les mêmes informations que l'acte complet, mais ne contient pas de mentions en marge qui représentent des informations ultérieures ajoutées à l'acte (par exemple, le mariage ou le divorce des parents). Cela permet de prouver la filiation.
3. Extrait sans indication de filiation[3]: cet extrait de l'acte de naissance ne contient que des informations de base relatives à la naissance, telles que le prénom, le nom, la date et le lieu de naissance, le sexe, etc. Il ne permet pas de prouver la filiation.
4. Extrait multilingue[4]: si un extrait d'acte de naissance est demandé par un pays étranger, une version avec des rubriques traduites dans sa langue officielle doit être fournie. Pour l'Union européenne, un extrait multilingue sera exigé. Pour les autres pays, il sera nécessaire de faire appel à un traducteur agréé.

Seules les personnes visées par l'acte (la personne née, ses parents, ses enfants majeurs) peuvent demander un acte de naissance complet, un certificat d'origine ou un extrait plurilingue. Les extraits sans indication d'origine peuvent être obtenus par toute personne ayant un motif légitime (par exemple, pour entamer une procédure administrative).

### Mentions marginales
Dans les marges de la page figurent ce que l'on désigne sous le nom de « mentions marginales », à savoir des informations relatives à d'autres actes d'état civil de l'intéressé, cette mesure de publicité permettant d'établir un lien entre deux actes d'état civil ou entre un acte et un jugement. Ces mentions marginales, absentes sous l'Ancien Régime, sont apparues avec le Code civil.
Ainsi, fait l'objet d'une mention marginale sur l'acte de naissance, :
- le mariage, depuis 1897 ;
La mention du mariage en marge de l'acte de naissance de chacun des époux a été introduite par la loi du 17 août 1897, cette disposition, incorporée dans l'article 76 du Code civil, ayant pour objet d'assurer au mariage une publicité efficace et de mettre obstacle aux fraudes qu'une personne mariée peut commettre en se prétendant célibataire, dont la bigamie[9]. Les expéditions d'actes de naissance doivent dès lors être datées pour être valides, de moins de trois mois si elles doivent être produites en vue du mariage. Cette même loi a aussi introduit l'inscription en marge de la légitimation d'un enfant naturel, complétant ainsi l'article 331 du Code civil qui n'évoquait jusqu'alors que la reconnaissance d'un enfant. Les mairies doivent informer la commune de naissance d'une personne de tous les actes la concernant qui ont été enregistrés sur son territoire.
- le divorce, par suite de la loi du 20 mai 1939[10] ;
- le décès, par suite de l'ordonnance no 45-509 du 29 mars 1945[11] ;
- l'acquisition et la perte de la nationalité française, entre autres décisions ayant trait à cette nationalité, par suite de la loi no 78-731 du 12 juillet 1978[12] ;
- la première délivrance d'un certificat de nationalité française, par suite de la loi no 98-170 du 16 mars 1998[13] ;
- la conclusion, la modification et la dissolution d'un pacte civil de solidarité, par suite de la loi no 2006-728 du 23 juin 2006[14] ;
- toute décision inscrite au Répertoire civil[15], par exemple un jugement de curatelle ou de tutelle[16].

Il existe d'autres types de mentions marginales dont la reconnaissance d'un enfant naturel (code Napoléon, article 62), sa légitimation (loi du 17 août 1897), les rectifications d'état civil (article 101 du Code Napoléon), les mentions en marge de l'acte de décès « Mort pour la France » (depuis 1945) ou « mort en déportation » (depuis la loi no 85-528 du 15 mai 1985), les jugements liés à l'état civil (depuis 1955), les changements de noms (depuis 1958, pour l'intéressé, son conjoint et ses enfants mineurs), etc.
|  | 1. éléments d'état civil de la personne (nom, prénom, date de naissance et type de filiation) ; à noter que sur l'exemple ci-contre, le nom de famille est alors le matronyme, la mère n'étant pas mariée (mention fille naturelle) et ayant reconnu l'enfant le 22 novembre 1905 ; 2. acte de naissance en lui-même ; 3. l'enfant est reconnu par le père le 28 juin 1917 ; 4. le nom de famille est modifié sans autre mention, l'ancien nom de famille reste, comme nom de naissance ; 5. le mariage est noté en marge mais ne change pas le nom de la personne qui peut cependant prendre comme nom d'usage celui de son mari ou de sa femme ; 6. le décès est la dernière mention marginale apposée sur l'acte de naissance. |

### Cas de perte d'acte
En cas de perte ou destruction d'archives d'état civil, il n'est pas obligatoire de demander un « jugement supplétif de naissance » pour créer un nouvel acte : les preuves par registres et papiers des pères et mères décédés ou par témoins sont suffisantes (article 46 du Code civil). Pour les Français nés à l'étranger, comme pour les autres actes, le service concerné se trouve à Nantes.

### Copie d'acte de naissance
Elles sont délivrées par la mairie du lieu de naissance pour les personnes nées en France, et par le Service central d'état civil (à Nantes) du ministère des Affaires étrangères pour les Français nés à l'étranger.
Il existe trois documents différents : la copie intégrale, l'extrait avec filiation et l'extrait sans filiation.
Ce dernier est délivrable à tout requérant alors que les deux premiers ne peuvent être remis qu'à l'intéressé majeur, son époux ou son épouse, ses ascendants et descendants, et certains professionnels (notaire, avocat, etc.). La loi fixait auparavant à cent ans le délai de libre communicabilité de l'ensemble des registres de l'état civil et la délivrance de copies intégrales des actes concernés. Depuis la loi dite « loi archives » du 15 juillet 2008, et en particulier en raison du développement de la généalogie dans les années 1980, le délai de libre communication d'un acte de naissance ainsi que la consultation des registres est ramené à 75 ans, sous réserve que le décès soit intervenu depuis plus de 25 ans,.

## Au Canada

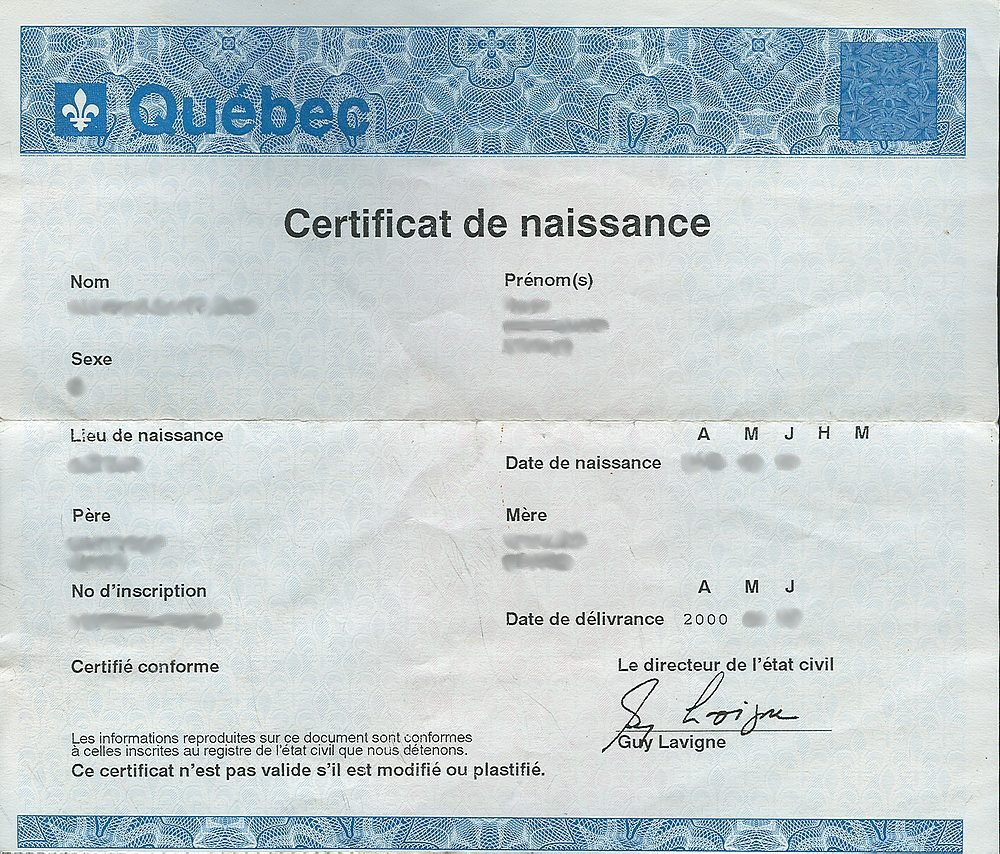
Certificat de naissance du Québec, en 2000.

Au Canada, chaque province enregistre les naissances qui surviennent sur son territoire, indépendamment du lieu de résidence des parents.

### Au Québec
Les gens qui naissent dans la province de Québec reçoivent un certificat de naissance, créé à partir de l'acte. Le certificat de naissance est le document qui est généralement utilisé pour prouver la citoyenneté et l'identité. Les gens qui résident au Québec, ou qui ont des actes conservés à l'état civil québécois, peuvent demander que ces actes, considérés comme semi-authentiques, soient intégrés au registre de l'état civil. Les équivalents anglais des termes « acte de naissance » et « certificat de naissance » dans le droit québécois sont respectivement act of birth et birth certificate.
Les certificats émis avant 1994 ne sont plus reconnus.
Auparavant, les paroisses, les hôpitaux et les municipalités émettaient des certificats de baptême ou de naissance. Depuis, le certificat de baptême n'est plus un acte d'état civil et n'est plus reconnu par l'état. Seul le directeur de l'état civil peut enregistrer un acte.

## Au Brésil
Le terme utilisé au Brésil est certidão de nascimento. L'acte de naissance contient le nom du porteur, ceux de ses parents et de ses grands-parents, ce qui permet de faciliter les recherches généalogiques. Il contient aussi la couleur de peau de l'enfant depuis sa création à la fin du XIXe siècle.

## En Algérie

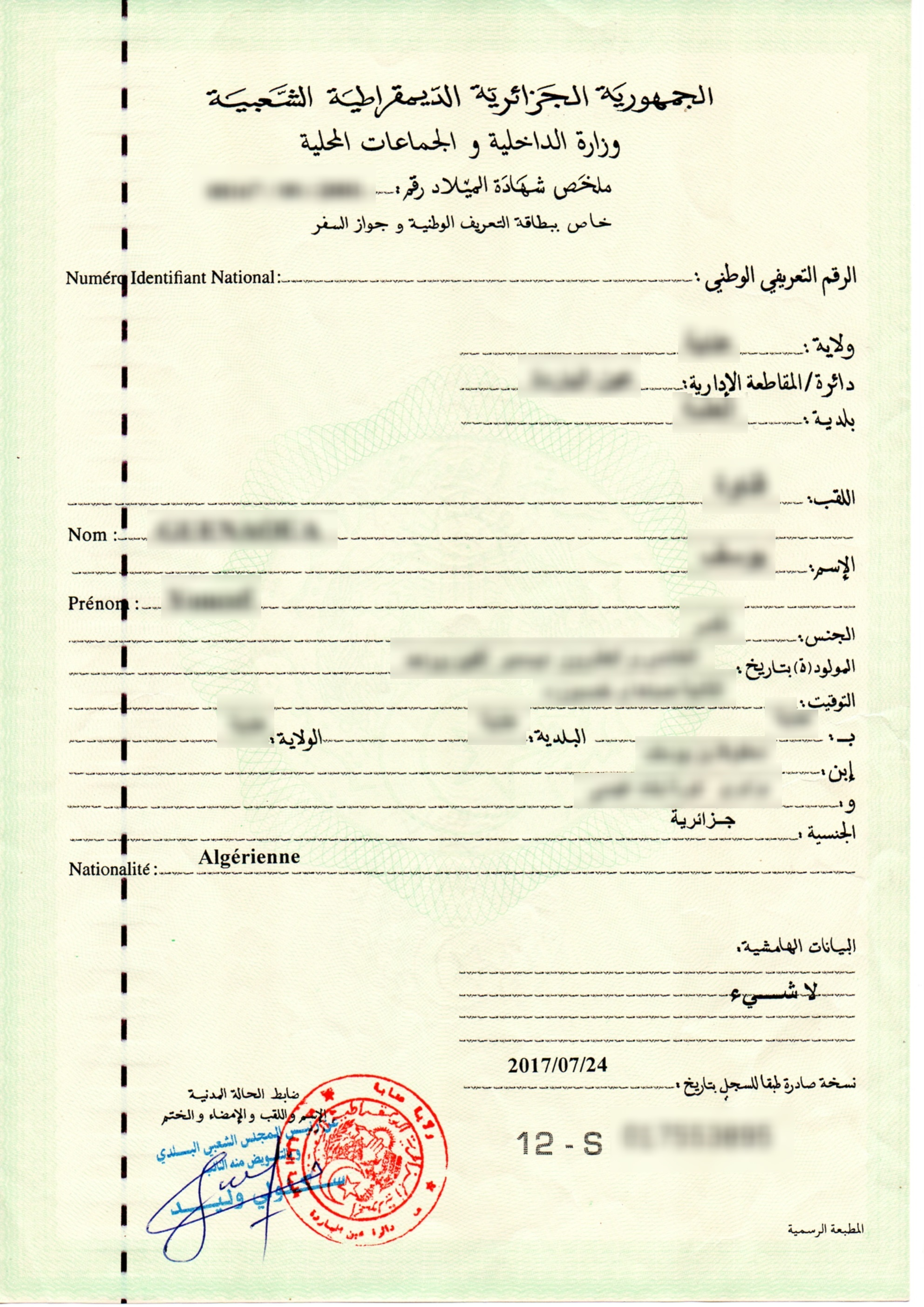
Un acte de naissance algérien (12S)

L'établissement des premiers actes de naissance en Algérie date des années 1830, à l'époque coloniale. Il n'est pas possible d'avoir une copie du registre avec les signatures, sauf dans des cas spéciaux pour l’étranger. Les copies intégrales ne sont délivrées que par la commune de naissance. Cependant, les extraits de naissance peuvent être délivrés par n'importe quelle commune sur présentation d'un livret de famille. Récemment a été établi un format sécurisé de l'acte de naissance : le 12S. Ce dernier n'est délivré qu'une fois, mais il sera demandé pour l’établissement des documents officiels comme le passeport.

## Antiquité
L'existence de la déclaration de naissance et d'actes de naissance conservés dans des registres publics est attestée à Rome au moins depuis l'époque d'Auguste. L'application de certaines lois comme les lois Aelia Sentia et Pappia Poppaea sur les affranchissements et les successions pouvait obliger les particuliers à prouver leur âge ou le nombre de leurs enfants ; ils pouvaient obtenir un certificat à partir de la tabula professionum (table des déclarations).

## Pour approfondir